# Posse Comitatus (rörelse)
Posse Comitatus är en löst organiserad amerikansk högerextrem populistisk social rörelse som startade i slutet av 1960-talet. Dess medlemmar sprider ett konspirationsinriktat, regeringsfientligt och antisemitiskt budskap kopplat till vit makt i syfte att motverka vad de tror är en attack mot deras sociala och politiska rättigheter som vita kristna. :591
Många Posse-medlemmar praktiserade survivalism och spelade en roll i bildandet av beväpnade medborgarmiliser på 1990-talet. Posse Comitatus var pionjär för användningen av falska panträtter och andra typer av "pappersterrorism" för att trakassera sina motståndare genom att inleda oseriösa rättsliga åtgärder mot dem. När Posse Comitatus började tappa stöd i början av 2000-talet, utvecklades deras taktik och ideologi till den som hölls av Christian Patriot-rörelsen och sovereign citizen-rörelsen.

## Historisk bakgrund
Begreppet posse comitatūs har sitt bakgrund i 1500-talets England, och betecknar då invånare som sammankallats på order av myndigheterna för att hantera en krissituation, till exempel att slå ner lokala uppror eller fånga brottslingar. Uttrycket överfördes till Amerika under Englands kolonisering, då engelsk rätt låg till grund för koloniernas rättsväsende och lagstiftning. 
På grund av de starka band som de knöt med  Christian Identity-rörelsen, tror medlemmar av Posse Comitatus att de är de sanna israeliterna, folket som utvalts av Gud. De säger att judarna försöker hjälpa Satan att förstöra civilisationen och undergräva vita medborgares rättigheter genom USA:s centralbank och dess Internal Revenue Service.
Posse-charter utfärdades först i Portland i Oregon 1969 av Henry Lamont Beach, "en pensionerad kemtvättsinnehavare och tidigare medlem i Silver Shirts, en nazi-inspirerad och klerikalfascistisk organisation som etablerades i Amerika efter att Hitler tog makten i Tyskland." En expert har ansett William Potter Gale som grundare av rörelsen. :2
Posse-medlemmar anser att det i USA inte finns någon legitimt styre på nivån över USA:s countyn och ingen högre polismyndighet än den lokale sheriffen. Om sheriffen vägrar att utföra countyts medborgares vilja: "skall han föras av Posse till den mest befolkade gatukorsningen i församlingen och mitt på dagen  hängas vid nacken, kroppen blir kvar till solnedgången som varning till dem som vill undergräva lagen."

## Federala skatter
Medlemmar av Posse Comitatus vägrar ofta att betala skatt, skaffa körkort eller följa tillsynsmyndigheter. De förnekar giltigheten av USA:s fiatpengar eftersom de inte backas upp av guld, vilket de hävdar att konstitutionen kräver.:591
De upprättar ovanliga juridiska dokument och försöker lämna in dem till myndigheter, de förklarar sitt oberoende från USA eller de hävdar att de lämnar in retentionsrätter med stöd av "common law" mot sina uppfattade fiender såsom Internal Revenue Service-anställda eller domare. De är ofta involverade i olika skatteprotester, och de har åberopat idéer som har populariserats av skattevägrare.

### Christian Patriot-rörelsen
De direkta ideologiska ättlingarna till Posse Comitatus-rörelsen återfanns i "Christian Patriot"-grenen av Patriot-rörelsen. De flesta Christian Patriot-grupper ansluter sig till identitetskristnas åsikter om vit makt och Posse Comitatus syn på att den amerikanska regeringen hade berövat medborgarna deras naturliga "common law"-rättigheter. De har särskilt förespråkat Gales koncept om "individuell suveränitet", som utvecklades till den bredare suveräna medborgarrörelsen.

### Sovereign citizen-rörelsen
De juridiska teorierna om Posse Comitatus har vidareutvecklats av sovereign citizen-rörelsen, som hävdar att en amerikansk medborgare kan bli en "suverän medborgare" och därigenom endast omfattas av common law eller "konstitutionell lag", inte av lagstadgad lag (inklusive de flesta skatter). USA:s Uniform Commercial Code spelar en roll i dessa juridiska teorier.
Vissa inom rörelsen ser afroamerikaner, som först fick lagligt medborgarskap efter inbördeskriget och passage av det 14:e tillägget, som "14:e tilläggsmedborgare" med färre rättigheter än vita. Afroamerikanska grupper har dock antagit suveräna medborgarideologier och utvecklat en egen version av rörelsens tro.
Sovereign citizen-rörelsen gav i sin tur upphov till "inlösenrörelsen", som hävdar att USA:s federala statsmakt har förslavat sina medborgare genom att använda dem som säkerhet mot utlandsskulden. Förespråkare säljer instruktioner som förklarar hur medborgare kan "befria" sig själva genom att lämna in särskilda myndighetsformulär i en viss ordning med hjälp av särskilda ordalydelser. Rörelsen "har gett sina förespråkare omätbara vinster, begravt domstolar och andra byråer under massor av värdelöst papper och lett till mängder av arresteringar och fällande domar."
Federal Bureau of Investigation (FBI) klassificerar vissa suveräna medborgare ("extreme sovereign citizen extremists") som en inhemsk terroriströrelse. 2010 uppskattade Southern Poverty Law Center (SPLC) att cirka 100 000 amerikaner var "hårda suveräna troende" med ytterligare 200 000 "bara börjat med att testa suveräna tekniker för att bestrida allt från fortkörningsböter till narkotikamål".